# Городская галерея Куала-Лумпура
Городская галерея Куала-Лумпура — музей, расположенный в Куала-Лумпуре (Малайзия), посвящённый истории города, основана в 1989 году.

## История здания
Здание, в котором расположена галерея, было спроектировано британским архитектором А. К. Норманом, правительственным архитектором Федеративных Штатов Малайи. Построено в 1898 году. В нём находилась типография британской администрации, печатавшая все официальные правительственные публикации страны и её железных дорог. До 1890 года печать для штата Селангор осуществлялась типографией Singapore and Straits Printing Office в Сингапуре.
После типографии в здании размещалось несколько учреждений и различных арендаторов, таких как Министерство труда и почтовые службы.

## Экспозиция
Городская галерея была основана в 1989 году. В галерее на двух этажах здания расположено выставочное пространство, а также кафе, музейный магазина, который действует как туристический информационный центр.
На первом этаже находится постоянная выставка под названием «Воспоминания о Куала-Лумпуре», которая включает старые фотографии и карты по истории Куала-Лумпура с момента его основания до обретения страной независимости. Здесь также находится особый зал с большим макетом Куала-Лумпура, показывающий историю развития города с помощью световой и звуковой презентации. Зал расположен в затемнённом помещении, вход куда зрителям разрешён только в начале выставки. Здесь же располагаются временные выставки.

## Галерея

Галерея и экспозиция
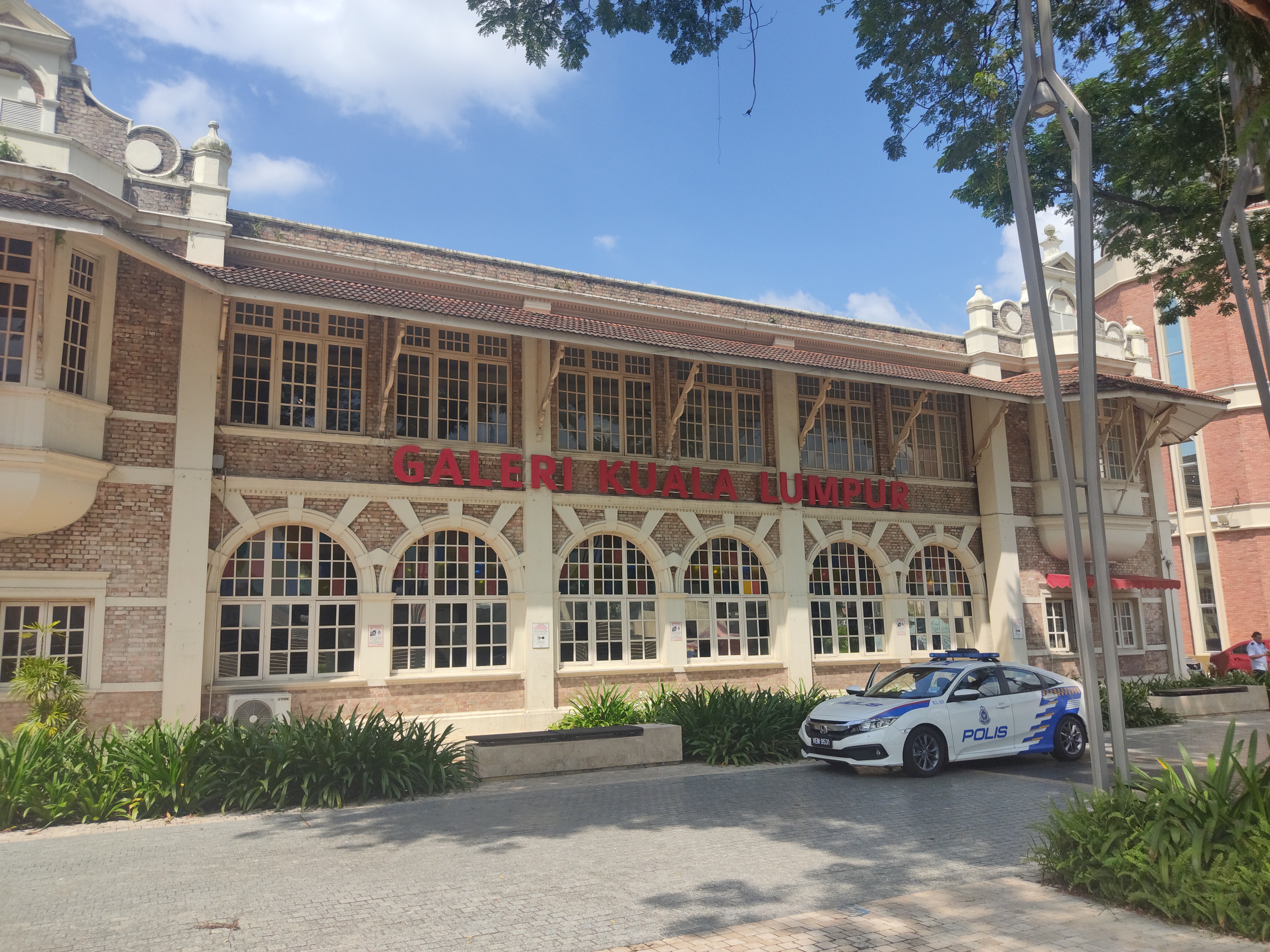
Здание галереи
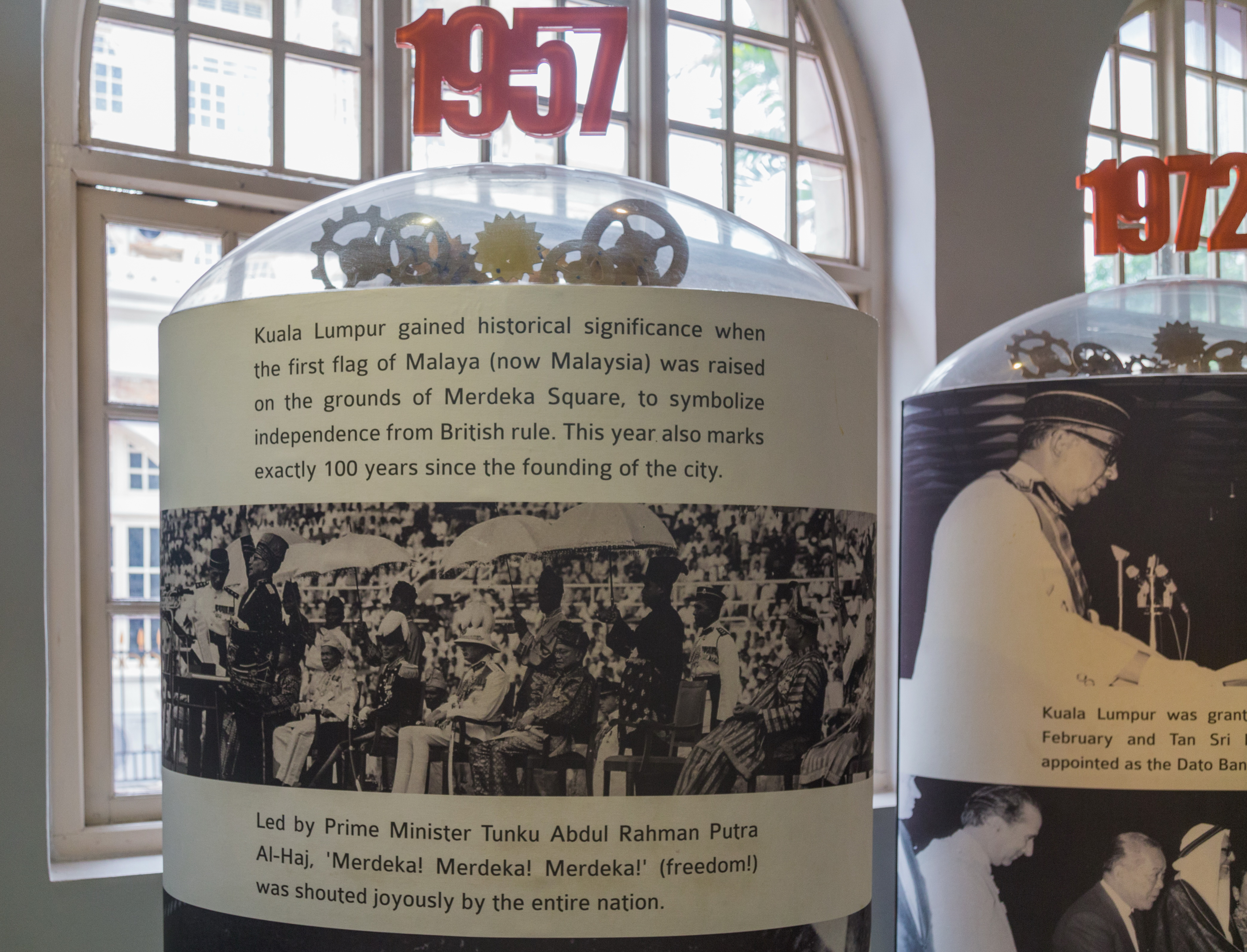
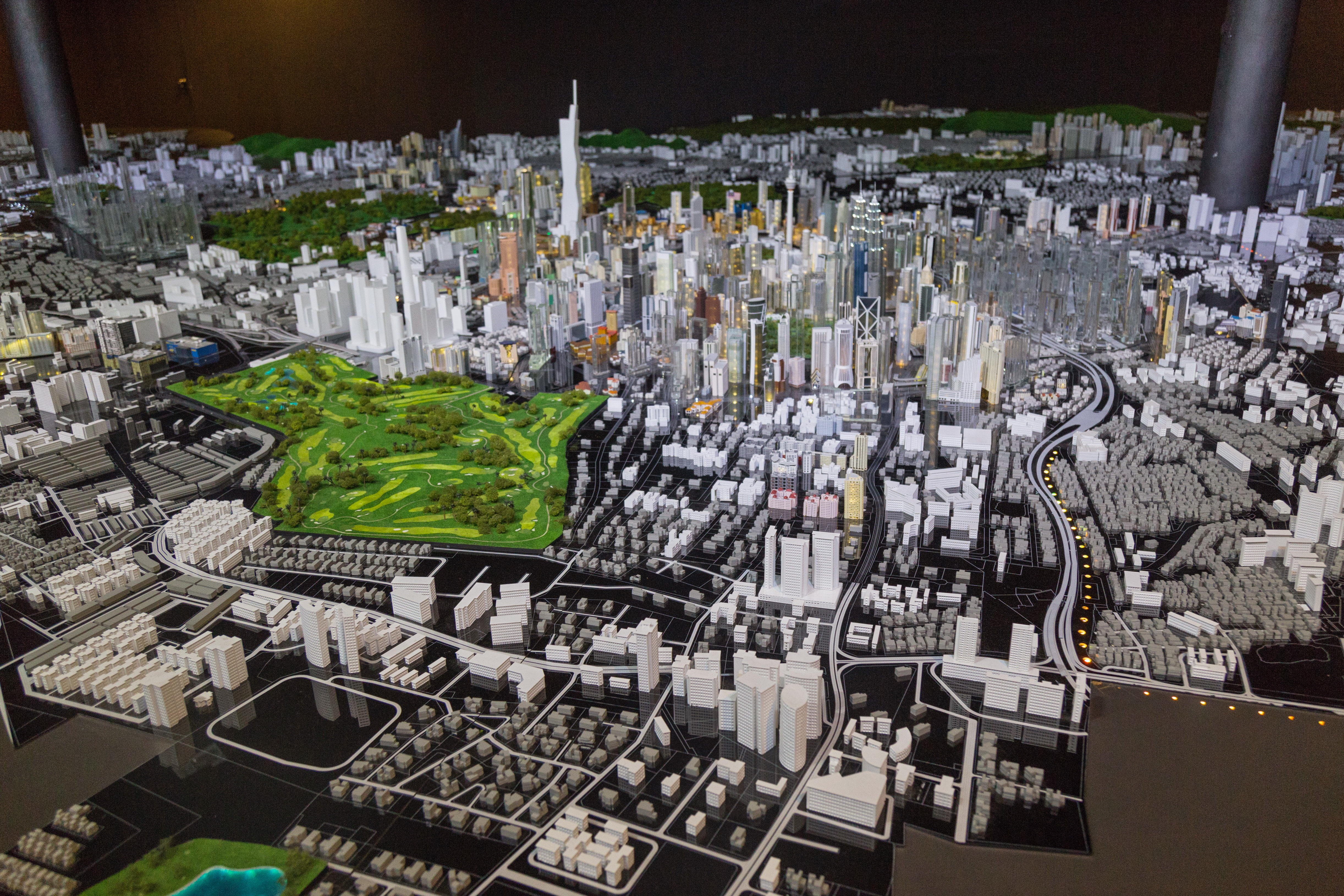
Макет Куала-Лумпура
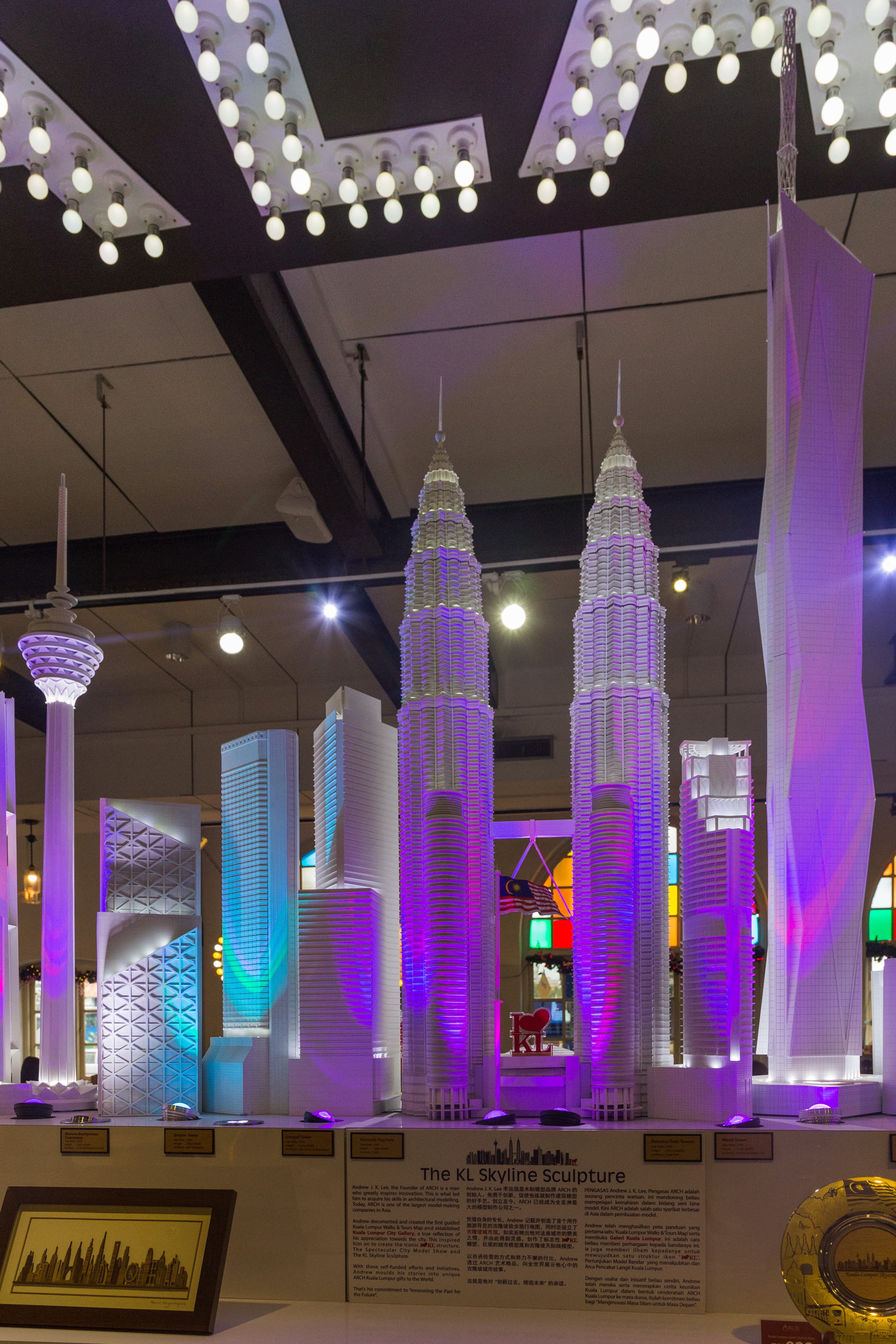
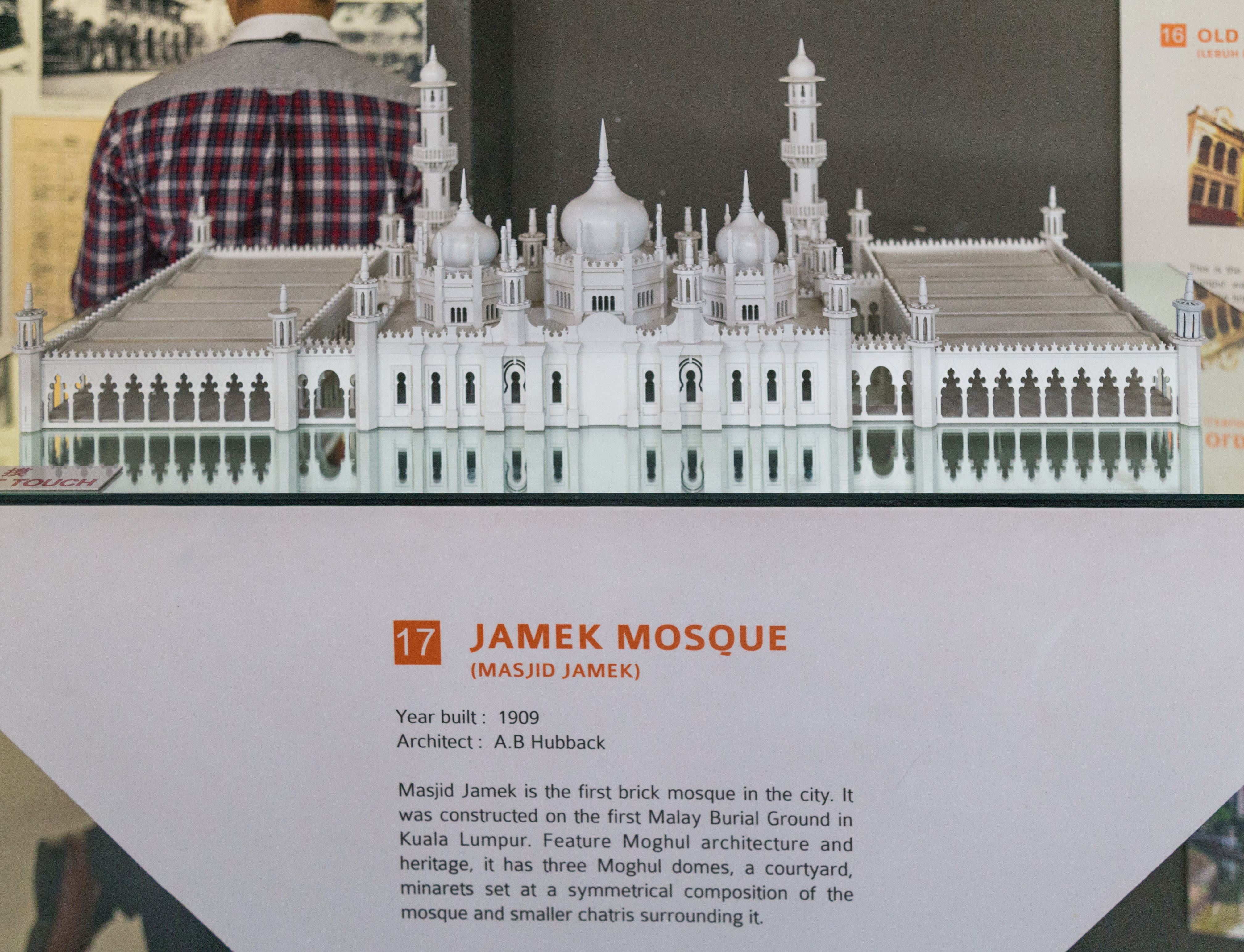
Макет Масджид-Джаме
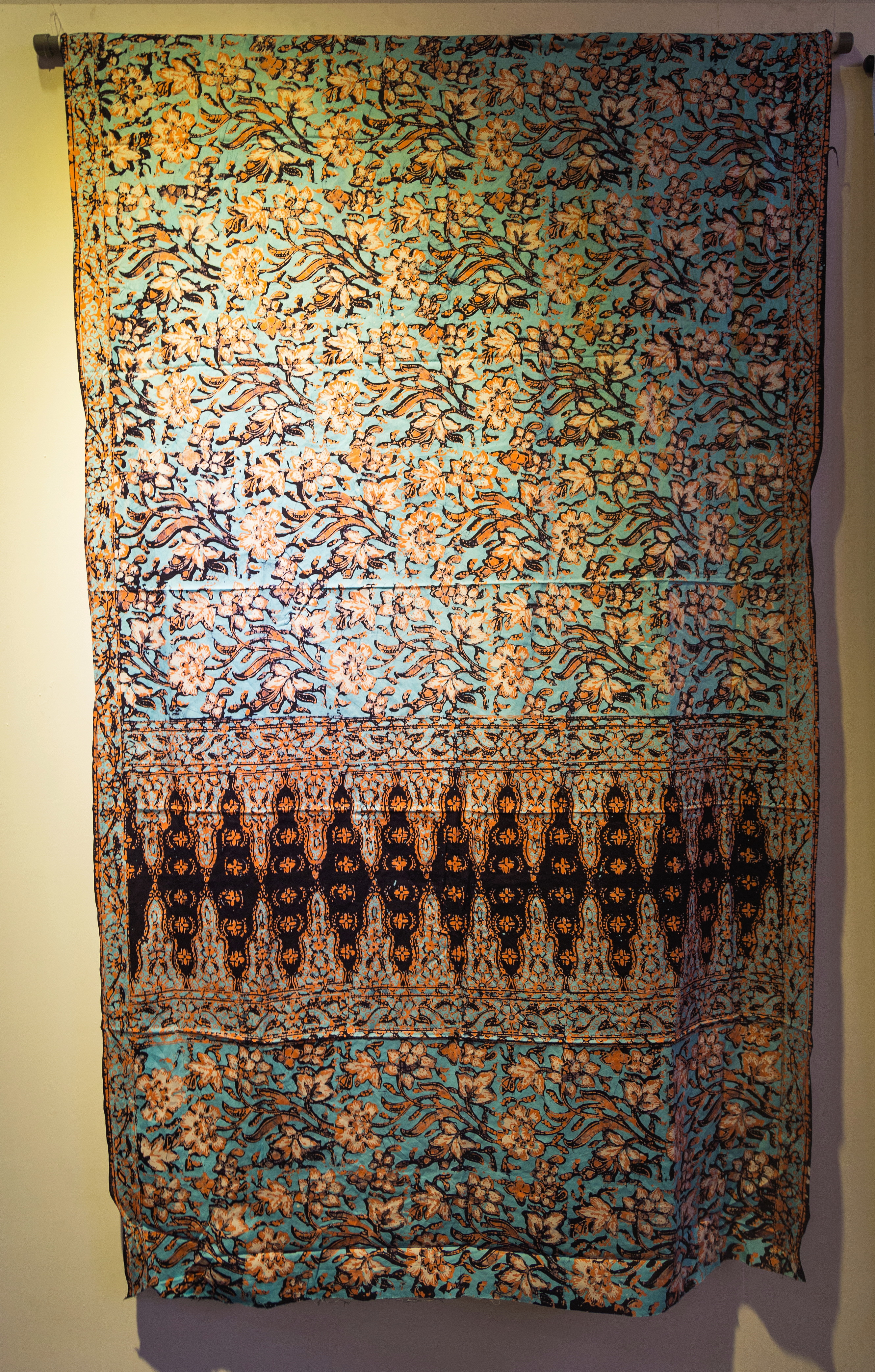